# Ne rêve jamais de mourir
Ne rêve jamais de mourir (Never Dream of Dying) est le cinquième roman original écrit par Raymond Benson mettant en scène James Bond. Publié en 2001 au Royaume-Uni, ce roman clôt la « trilogie du Syndicat », le premier étant Crime sur les cimes et le deuxième Doubleshot.
Dans le cadre de la « nouvelle guerre » menée par les services secrets du monde contre le Syndicat, la police française, accompagnée de James Bond et de son vieil ami René Mathis, organise un raid sur un studio de cinéma de la Côte d'Azur. Ils se retrouvent cependant pris au piège. L'opération tourne au désastre, fait des dizaines de victimes innocentes et se solde par une nouvelle victoire du Syndicat.

## Résumé
James Bond accompagne René Mathis lors d'une descente dans un studio de cinéma situé sur la Côte d'Azur et que l'on soupçonne d'être un entrepôt d'armes de l'organisation criminelle Le Syndicat. L'opération tourne mal et, dans le feu de l'action, 007 déclenche un incendie qui a pour conséquence la mort de plusieurs civils innocents.
Quatre mois plus tard, dans un casino de Monaco, Mathis observe un certain Pierre Rodiac, un riche aveugle résidant en Corse, qu'il soupçonne d'être Olivier Cesari, le chef du Syndicat, dit Le Gérant. Les renseignements pris sur le yacht de Rodiac apprennent à Mathis qu'il est enregistré au nom d'Emile Cirendini, l'un des plus anciens membres de l'Union corse.
À Londres, M demande à Bond d'enquêter sur Goro Yoshida, un milliardaire japonais dirigeant d'un conglomérat d'entreprises de chimie et soupçonné d'être un terroriste. 007 lui suggère plutôt de le laisser continuer son enquête sur le Syndicat ; il veut notamment se renseigner sur le passé familial d'Olivier Cesari. M accepte.
Dans la prison de Belmarsh, Nadir Yassasin (voir Doubleshot) se fait agresser. On découvre au service médical qu'il a un tatouage dans l'œil. Yassasin est tué par un des membres du personnel de la prison mais celui-ci est retrouvé. Bond l'interroge et l'homme lui confirme que tous les membres du Syndicat doivent se faire exécuter un tatouage dans l'œil lorsqu'ils sont acceptés dans l'organisation.
René Mathis se rend à Calvi pour enquêter sur Cirendini. Après avoir rencontré un de ses contacts, « le Marin », il va aux entrepôts de Corse Shipping, l'entreprise de Cirendini. Il y trouve des caisses appartenant à l'armée de l'air et fait le rapprochement avec le vol d'explosif CL-20 survenu quelques mois plus tôt à la base aérienne de Solenzara. Mathis se dirige maintenant vers Sartène pour enquêter sur Pierre Rodiac...
De son côté, Bond apprend que Mathis, qui est injoignable, a démissionné de la DGSE deux mois plus tôt, qu'il enquêtait sur le vol du CL-20 et qu'il pensait avoir trouvé la piste du Gérant. M convoque 007 dans son bureau et lui explique que la DGSE a repéré un individu portant le tatouage du Syndicat. Dans la mesure où les Français ne veulent pas dévoiler l'identité de cet homme au SIS, M demande à son agent de la découvrir et de suivre cette piste ainsi que celles de Mathis.
007 se rend à Paris où il rencontre le chef de l'antenne locale du SIS, Bertrand Colette, qui lui communique le nom du médecin ayant signalé le tatouage à la DGSE. Ensemble, ils vont au cabinet de ce médecin et obtiennent l'identité du patient : Léon Essinger, un producteur-réalisateur, propriétaire du studio de cinéma où Bond avait fait une descente avec Mathis.
Bond s'introduit dans le bureau d'Essinger à France Télévisions. Il y trouve des dossiers sur « L'Île des Pirates », son prochain film dont le tournage devrait commencer la semaine suivante en Corse et dans plusieurs régions méditerranéennes. Il y découvre aussi une photo de la femme d'Essinger, Tylyn Mignonne, une top-modèle actrice styliste qui doit aussi jouer dans le film ; ils sont séparés mais pas encore divorcés.
Alors qu'il rôdait autour de la propriété de Rodiac, Mathis se fait attraper par la sécurité. Il est amené devant l'homme qui, effectivement, s'avère être Le Gérant ; celui-ci lui demande d'arranger une rencontre avec Bond. Devant le refus de Mathis, il ordonne à ses hommes de « lui faire entendre raison ».
007 se rend au Louvre pour assister à un défilé de mode auquel Tylyn participe. Se faisant passer pour un journaliste, il l’interroge. Il remarque cependant qu'il est observé par un homme portant un uniforme vert.
Alors qu'il est en route vers le sud, Bond est pris en chasse par l'homme en uniforme vert aidé par ses acolytes. Ils parviennent à immobiliser la voiture de 007 et l'amènent devant leur chef, qui n'est autre que Marc-Ange Draco, le père de Tracy Bond et l'ex-chef de l'Union corse. Bond monte dans la limousine de son beau-père et celui-ci lui apprend qu'il est toujours affilié à une mafia corse. Il lui explique aussi qu'il a connu Le Gérant (et le père de celui-ci) et que, bien qu'ils fussent proches à l'époque, ils sont maintenant ennemis, car le Syndicat a absorbé ses affaires et ses territoires. Marc-Ange lui apprend également que lorsqu'il était à l'Union corse, l'un de ses lieutenants, Toussaint, l'a quitté pour former une organisation rivale qui, par la suite, a rejoint le Syndicat. Draco lui dit aussi que Cesari se rend régulièrement dans un casino de Monte-Carlo sous le nom de Pierre Rodiac et que le Syndicat vient de s'allier avec le terroriste Goro Yoshida.
Bond rend visite à Tylyn dans une ferme équestre près de Mougins où elle aime élever des chevaux. Après une balade, ils font l'amour. Elle lui apprend que son mari hériterait de sa fortune si jamais elle venait à mourir avant leur divorce.
Au Casino de Monte-Carlo, James Bond dispute une partie de chemin de fer contre Rodiac ; 007 se fait rapidement dépouiller de son argent. Plus tard dans la soirée, Bond observe Le Gérant enfermer ses gains dans une valise métallique et retourner sur son yacht. Quelques minutes plus tard, il voit Léon Essinger, accompagné de Julius Wilcox, un Commandant du Syndicat, descendre du yacht avec la valise.
À Nice, Bond assiste à une conférence de presse sur L'Île des Pirates. Invité sur le tournage par Tylyn, il embarque avec l'équipe du film sur un bateau nommé Starfish se rendant à Calvi pour tourner les premières séquences. 007 s'intéresse à Rick Fripp, le coordinateur des effets spéciaux, ancien taulard et expert en explosifs. Selon les dossiers qu'il a photographiés à France Télévisions, Rick Fripp touche un salaire astronomique pour sa contribution au film.
Durant une nuit, James Bond se rend sur le chalutier qui transporte l'équipement de Fripp et y découvre le CL-20 dans des caisses étiquetées Corse Shipping. En revenant sur le Starfish, il croise Julius Wilcox. Ayant reconnu Bond, Wilcox informe Léon de sa véritable identité.
Bond s'enfuit du Starfish alors que des hommes d'Essinger le prennent à partie ; il réussit à se faire passer pour mort après une poursuite en bateau et rejoint « Ariel », un Hydrospeeder K-10, modifié par le service Q, qu'il avait demandé à Bertrand Colette.
De retour à Calvi, 007 infiltre les entrepôts de Corse Shipping. Pendant ce temps, des hommes accostent le bateau de Colette qui est resté à l'extérieur ; Bond parvient à sauver Bertrand mais celui-ci est blessé et sera hospitalisé par la suite.
De retour à son hôtel, Bond trouve Marc-Ange Draco dans sa chambre ; celui-ci lui indique que Mathis a consulté une mazzera et lui donne l'adresse de cette dernière. 007 va voir cette femme qui lui conseille de chercher dans les environs de Cucuruzzu et de Capula. Bond y fait des recherches et trouve la propriété du Gérant. Tandis qu'il s'y infiltre, il est repéré par un chien, puis capturé. On l'enferme dans la même pièce que Mathis où Bond apprend que le Syndicat l'a torturé et rendu aveugle.
Bond est amené devant le Gérant. Celui-ci lui parle de son passé et aide Bond à comprendre son plan : Goro Yoshida a engagé le Syndicat pour porter un coup au Festival de Cannes qui symbolise selon lui la décadence de l'Occident. Grâce au tournage de L'Île des Pirates, le Syndicat a pu faire sortir le CL-20 de Corse ; il explosera, au Festival, lors de la première mondiale d'un film d'Essinger, Tsunami, à laquelle des célébrités du show business, Tylyn, le prince Edward ainsi que sa femme Sophie et la princesse Caroline de Monaco doivent assister. Cesari laisse ensuite Bond aux mains du Dr Gerowitz qui a pour instruction de le torturer en lui faisant progressivement perdre la vue, jour après jour, à l'aide d'un laser jusqu'à ce qu'il devienne aveugle.
Après la seconde séance avec le Dr Gerowitz, Bond attrape et tue un rat dans la pièce où il est enfermé avec Mathis. Il mord le cadavre du rongeur à pleines dents, puis récupère le fémur de l'animal et s'en sert pour tuer le garde qui vient apporter à manger. Mathis, se considérant comme un poids pour 007, décide de rester pendant que Bond s'enfuit de la propriété du Gérant.
Après qu'il a réussi à fuir, Bond se rend dans une gendarmerie où il informe par téléphone M de la situation. Un hélicoptère vient le chercher pour l'amener à Cannes. À l'aide d'une équipe du RAID, 007 cherche la bombe dans le Palais des festivals. Bond tombe sur Fripp et le poursuit, mais celui-ci préfère se donner la mort. Alors que la panique s'empare du lieu, 007 croise Tylyn (elle pensait toujours qu'il était mort), et voit Wilcox et Essinger s'éloigner dans une camionnette ; ils ont avec eux le détonateur. Bond monte sur le toit du véhicule, parvient à tuer Wilcox et à capturer Essinger vivant.
Le festival étant désormais hors de danger, Bond visionne les caméras de surveillance et constate que les hommes qui ont apporté la bombe portaient des uniformes verts. Après avoir fait l'amour avec Tylyn, 007 dirige un commando héliporté chargé de la frappe contre la propriété du Gérant. Sur place, il parvient à libérer Mathis et à exécuter le Dr Gerowitz. Alors qu'il parvient à coincer Cesari dans une grotte où il s'était réfugié, « le Marin », Marc-Ange Draco et un de ses hommes apparaissent et désarment Bond.
Draco explique à Bond qu'il s'est allié avec Cesari car cela lui rapporte financièrement, et qu'Olivier est son neveu, le père de ce dernier et lui-même ayant la même mère. Marc-Ange lui dit également que la femme avec laquelle il s'est remarié a trouvé la mort avec leur fille durant l'incendie que Bond a déclenché dans le studio de cinéma de la Côte d'Azur. La propriété du Gérant étant truffée d'explosifs, Draco décide de rester avec Bond afin de mettre également fin à ses jours (car il est malheureux depuis la mort de ses proches) pendant que le Gérant se dirige vers un héliport situé un peu plus loin. 007 parvient à désarmer son beau-père, mais alors que celui-ci sort une arme de sa manche, Bond lui tire instinctivement une balle dans la tête. 007 trouve ensuite Cesari à l'héliport, partant en hélicoptère. Lorsqu'il commence à s'éloigner du sol, Bond parvient à l'éliminer à l'aide d'un lance-grenades.
De retour à Nice, Bond dit à Tylyn qu'il est amoureux d'elle mais qu'il préfère mettre fin à leur relation afin de ne pas la mettre en danger et pour préserver l'anonymat que son métier demande. Tylyn accepte, désirant, elle aussi, que leur relation cesse.

## Personnages principaux
- James Bond
- M
- René Mathis - agent de la DGSE et ami de Bond.
- Le Gérant - chef du Syndicat, il est aveugle. Son véritable nom est Olivier Cesari, il utilise le pseudonyme de Pierre Rodiac. Il semble percevoir l'avenir dans ses rêves.
- Léon Essinger - producteur-réalisateur, il s’apprête à tourner son nouveau film, « L'Île des Pirates ».
- Tylyn Mignonne - top-modèle et actrice mariée à Essinger.
- Marc-Ange Draco - père de Tracy Bond, l'épouse décédée de James bond.
- Bertrand Colette - chef de l’antenne locale Paris du SIS.
- Julius Wilcox - un commandant du Syndicat.
- Goro Yoshida - terroriste japonais. Il reviendra dans le roman suivant, The Man with the Red Tattoo.
- Nigel Smith - nouvel assistant de Bond au SIS.

## Historique de publication
- Au Royaume-Uni : La première édition avec couverture cartonnée de Ne rêve jamais de mourir paraît au Royaume-Uni en mai 2001 aux éditions Hodder & Stoughton, puis en novembre de la même année, Coronet Books publie l'édition couverture souple du roman.
- Aux États-Unis : le roman paraît en juin 2001 aux éditions Putnam avec couverture cartonnée. La couverture souple sera publiée par Jove Books en mai 2002.
- En France : Ne rêve jamais de mourir, traduit par Pascal Loubet, est publié aux éditions La Sentinelle en 2002.
- En Italie[1] : le roman connaîtra deux publications, reprenant toutes les deux la traduction d'Andrea Carlo Cappi avec cependant deux titres différents : I sogni non uccidono (Les rêves ne tuent pas) publié en 2002 par les éditions Mondadori dans la collection "Segretissimo", no 1455, puis en 2008, le roman est publié par les éditions Alacrán Edizioni sous le titre Mai sognare de morire qui est la traduction exacte du titre original[2].

### The Union[3]Trilogy
En octobre 2008, l'édition américaine Pegasus Books a publié une compilation intitulée The Union Trilogy regroupant les trois 007 écrits par Benson dans lesquels figurent Le Syndicat, à savoir Crime sur les cimes, Doubleshot et Ne rêve jamais de mourir. Le recueil comporte aussi la première nouvelle de l'auteur faisant figurer James Bond, Le Spectre du passé, nouvelle qui n'avait jamais été éditée en anglais en version complète.